# Dinkelland

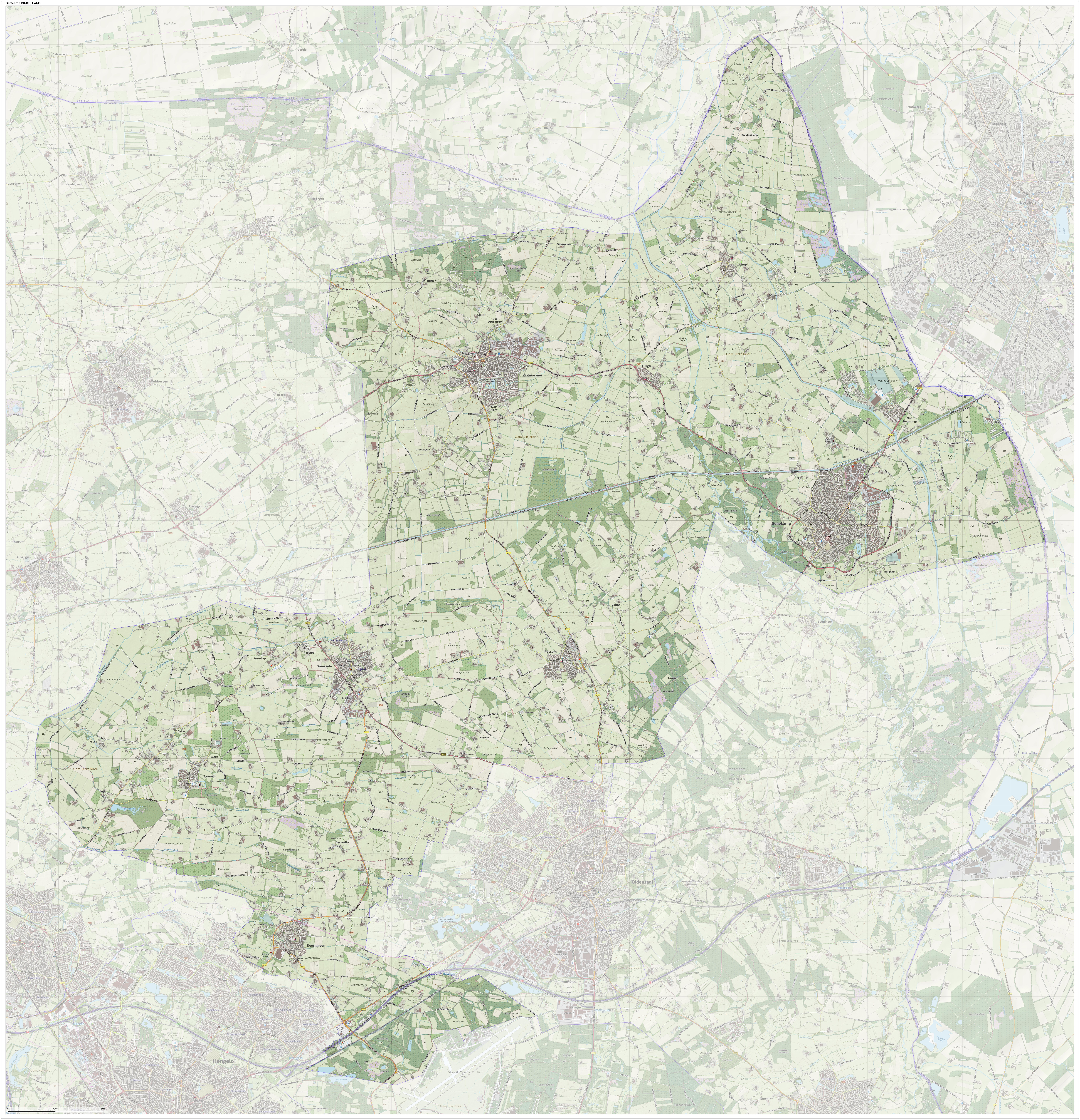
Topografische gemeentekaart van Dinkelland, december 2015

Dinkelland (uitspraakⓘ) is een gemeente in het noordoosten van Twente, in de Nederlandse provincie Overijssel. Dinkelland grenst in het noorden aan de gemeente Lage, in het uiterste noordoosten aan de gemeente Neuenhaus, in het oosten aan de gemeentes Nordhorn en Bad Bentheim (alle vier in het Graafschap Bentheim, Nedersaksen, Duitsland). In het zuidoosten grenst Dinkelland aan de gemeenten Losser en Oldenzaal, in het uiterste zuiden aan Enschede, in het zuidwesten aan Hengelo en Borne en in het westen en noordwesten aan Tubbergen.
De gemeente werkt samen met de gemeente Tubbergen in de gemeenschappelijke regeling Noaberkracht Dinkelland Tubbergen.

## Geschiedenis
Op 1 januari 2001 fuseerden de gemeenten Ootmarsum, Denekamp en Weerselo tot de gemeente Denekamp. De naam van deze gemeente werd op 1 juni 2002 gewijzigd in Dinkelland. Op 22 november 2024 telde de gemeente 26.739 inwoners (bron: CBS) en een oppervlakte van 176,81 km² (waarvan 1,10 km² water). De gemeente Dinkelland maakt deel uit van de Regio Twente.
Dinkelland heeft net als geheel Oost-Twente zijn katholieke karakter goed weten te behouden. Zo worden de meeste katholieke gebruiken er nog nageleefd, en heeft de gemeente net als Tubbergen een relatief hoog geboortecijfer.

## Kernen
De gemeente telt elf officiële kernen. Het gemeentehuis staat in Denekamp.
| Woonplaats (BAG)    | Inwoners 2023 |
| ------------------- | ------------- |
| Agelo               | 620           |
| Denekamp            | 10.280        |
| Deurningen          | 1.995         |
| Lattrop-Breklenkamp | 980           |
| Nutter              | 175           |
| Ootmarsum           | 4.500         |
| Oud Ootmarsum       | 310           |
| Rossum              | 2.365         |
| Saasveld            | 1.685         |
| Tilligte            | 755           |
| Weerselo            | 3.075         |

Overige plaatsen in de gemeente:
- Beekdorp
- Berghum
- Breklenkamp
- Dulder
- Gammelke
- Lemselo
- Nijstad
- Noord Deurningen
- Het Stift
- Volthe

## Politiek
De voorbereiding voor de gemeentelijke herindeling van Denekamp, Ootmarsum en Weerselo tot de gemeente Dinkelland verliep soepel. Toen de fusie op 1 januari 2001 een feit was ontstonden er grote interne politieke meningsverschillen. De oorzaak daarvoor moet vooral gezocht worden in de eeuwenoude rivaliteit tussen Denekamp en Ootmarsum, die vergelijkbaar is met de rivaliteit tussen Hengelo en Enschede of tussen Amsterdam en Rotterdam.
Het grote twistpunt werd in 2001 de definitieve naam voor de nieuwe gemeente. Deze was ontstaan onder de werknaam Denekamp, tot groot ongenoegen van de Ootmarsumse raadsleden. Zij wilden dat de nieuwe gemeente Ootmarsum zou gaan heten, vanwege de naamsbekendheid die de stad in Nederland geniet. De breuklijn tussen Denekamp en Ootmarsum liep dwars door de fractie van het CDA, dat met 13 van de 21 zetels een absolute meerderheid had behaald en zonder andere partijen het gemeentebestuur had gevormd. Uiteindelijk werd de naam Dinkelland - naar het riviertje de Dinkel - als compromis aangedragen, maar de Ootmarsummers bleven bij hun standpunt. Een meerderheid van de raadsleden, voornamelijk uit de voormalige gemeenten Denekamp en Weerselo, stemde uiteindelijk toch met de nieuwe naam in.
Hoewel de kwestie hiermee was afgedaan, bleef de sfeer binnen het CDA gespannen. Uiteindelijk barstte de bom alsnog eind 2003 over de nieuwbouw en de locatie van het gemeentehuis. Vijf van de dertien CDA-raadsleden, waaronder de vier raadsleden uit Denekamp, namen een afwijkend standpunt in en besloten uiteindelijk de fractie te verlaten. Begin 2004 vormden zij een nieuwe partij onder de naam Nieuw Dinkelland. Deze heeft aansluiting gezocht bij de drie bestaande lokale partijen, die in 2006 gezamenlijk aan de gemeenteraadsverkiezingen deelnamen onder de naam Lokaal Dinkelland. Binnen het CDA-gemeentebestuur bleven de gemoederen bedaard, hoewel de Denekampse wethouder Johannink in 2006 aankondigde het CDA te verlaten en zich aan te sluiten bij Lokaal Dinkelland.
In 2007 kwam er crisis in het dagelijks bestuur van de gemeente. De drie wethouders zegden op 6 november 2007 het vertrouwen in de burgemeester op. Deze vertrouwensbreuk was voor de gemeenteraad aanleiding om met een meerderheid van stemmen een aanbeveling tot ontslag van burgemeester Willeme in te dienen bij de commissaris van de Koningin G.J. Jansen. Mede op basis van het door de commissaris van de Koningin ingestelde onderzoek heeft de minister van Binnenlandse Zaken besloten over te gaan tot ontslag van burgemeester Willeme per 1 maart 2008. Als tijdelijk opvolger werd de Overijsselse ex-gedeputeerde Jan Kristen benoemd. Op 23 juni 2009 werd bekend dat VVD'er Roel Cazemier de ambtsketen over zal nemen van waarnemend burgemeester Jan Kristen.
Na de verkiezingen van 2010 werd Lokaal Dinkelland met 12 zetels de grootste partij. Hoewel de partij de absolute meerderheid had in de raad koos zij voor een coalitie tezamen met de VVD. Vanaf oktober 2011 zorgde de toekomst van het plaatselijke zwembad "Dorper Esch" in Denekamp voor een splitsing in de fractie van Lokaal Dinkelland. Op 20 april 2012 besloten de leden Bos en Maathuis zich af te splitsen van Lokaal Dinkelland en als onafhankelijke fractie verder te gaan. Op 27 februari 2013 maakten Bos en Maathuis bekend lid te zijn geworden van D66. Later werd bekend dat zij ook als zodanig deelnemen aan de gemeenteraadsverkiezingen van 19 maart 2014.

### Gemeenteraad
De gemeenteraad van Dinkelland bestaat uit 21 zetels. Hieronder staat de samenstelling van de gemeenteraad sinds 2001:
| Gemeenteraadszetels       | Gemeenteraadszetels | Gemeenteraadszetels | Gemeenteraadszetels | Gemeenteraadszetels | Gemeenteraadszetels | Gemeenteraadszetels |
| Partij                    | 2000                | 2006                | 2010                | 2014                | 2018                | 2022                |
| ------------------------- | ------------------- | ------------------- | ------------------- | ------------------- | ------------------- | ------------------- |
| Lokaal Dinkelland²        | -                   | 7                   | 12                  | 10                  | 7                   | 8                   |
| CDA                       | 13                  | 9                   | 6                   | 7                   | 8                   | 7                   |
| VVD                       | 2                   | 2                   | 2                   | 2                   | 3                   | 3                   |
| PvdA/GroenLinks           | -                   | -                   | -                   | -                   | -                   | 2                   |
| Burgerbelangen Dinkelland | -                   | -                   | -                   | -                   | -                   | 1                   |
| PvdA                      | 1                   | 3                   | 1                   | 1                   | 1                   | -                   |
| D66                       | -                   | -                   | -                   | 1                   | 1                   | -                   |
| GroenLinks                | -                   | -                   | -                   | -                   | 1                   | -                   |
| Demokraties Denekamp      | 2                   | -                   | -                   | -                   | -                   | -                   |
| Lokale Democraten         | 2                   | -                   | -                   | -                   | -                   | -                   |
| Gemeentebelangen Weerselo | 1                   | -                   | -                   | -                   | -                   | -                   |
| Totaal                    | 21                  | 21                  | 21                  | 21                  | 21                  | 21                  |

1. De herindelingsverkiezing werd op 29 november 2000 gehouden in de samen te voegen gemeenten Denekamp, Ootmarsum en Weerselo.
2. Lokaal Dinkelland is een voortzetting van de lokale partijen Gemeentebelangen Dinkelland (naamswijziging van Gemeentebelangen Weerselo), Democratisch Dinkelland (naamswijziging van Demokraties Denekamp), Lokale Democraten en Nieuw Dinkelland. Per 29 september 2005 hebben deze lokale partijen zich verenigd onder de naam "Lokaal Dinkelland".

### College van Burgemeester en Wethouders
- Burgemeester: John Joosten - VVD
- Wethouder: Rob Olde Kalter - VVD
- Wethouder: Richard de Way - Lokaal Dinkelland
- Wethouder: Cel Severijn - Progressief Dinkelland

## Partnersteden
- Liptovský Mikuláš (Slowakije)
- Kirchberg in Tirol (Oostenrijk)

Voormalige partnerstad: Van Weerselo; Stadtlohn, Duitsland Kreis Borken

## Aangrenzende gemeenten

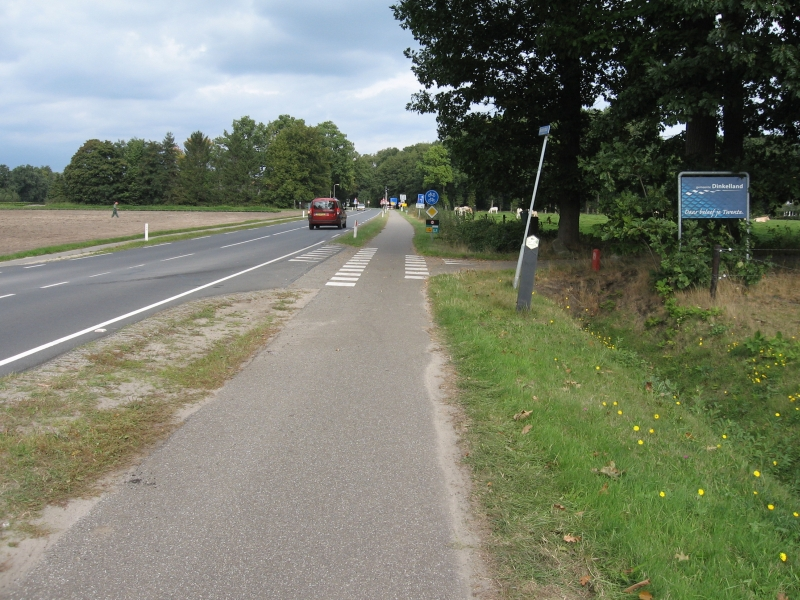
Provinciale weg 738 met rechts het bord dat het begin van de gemeente Dinkelland markeert

| Aangrenzende gemeenten | Aangrenzende gemeenten | Aangrenzende gemeenten | Aangrenzende gemeenten | Aangrenzende gemeenten |
| ---------------------- | ---------------------- | ---------------------- | ---------------------- | ---------------------- |
| Tubbergen              |                        | Lage (D) Neuenhaus (D) |                        | Nordhorn (D)           |
|                        |                        |                        |                        |                        |
|                        | Losser                 |                        |                        |                        |
|                        |                        |                        |                        |                        |
| Borne Hengelo          |                        | Enschede               |                        | Oldenzaal              |

## Monumenten
In de gemeente zijn er een aantal rijksmonumenten, gemeentelijke monumenten en oorlogsmonumenten, zie:
- Lijst van rijksmonumenten in Dinkelland
- Lijst van gemeentelijke monumenten in Dinkelland
- Lijst van oorlogsmonumenten in Dinkelland

## Trivia
- In 2018 is de gemeente Dinkelland uitgeroepen tot veiligste gemeente van Nederland.